# Мерзляков, Иван Луппович
Иван Луппович Мерзляков (1874 — 1942) — крестьянин,  депутат Государственной думы III созыва от Вятской губернии

## Биография
Принадлежал пятому поколению крестьян-старообрядцев села Пургыш Козловской волости Сарапульского уезда Вятской губернии. Его отец, Лупп Антропович Мерзляков, был членом судебной коллегии сарапульского земского суда, состоял заседателем. Иван окончил земскую школу, по другим сведениям церковно-приходскую с отличием и похвальной грамотой. С 15 лет занимался ремёслами, знал плотницкое, кузнечное и бондарское дело. Стремился уехать из деревни, чтобы продолжить образование. Это стремление отец не поддержал, но на стороне Иван был его дед Антроп Петрович. Иван служил сельским писарем, сборщиком податей, доверенным по удельным статьям. Сарапульский инспектор гимназии А. Н. Добрынин помогал Мерзлякову заниматься самообразованием. Работал в плотницкой артели. Однажды при строительстве в Сарапуле деревянной церкви выяснилось, что она повернута алтарем на север, а не на восток. Иван Мерзляков предложил способ, как развернуть церковь, не разбирая. За два дня церковь была развернута на вагах алтарем строго в восточном направлении. Работая в артели, Мерзляков познакомился с фабрикантом, владельцем паровой мельницы, кожевенного и конного заводов Михаилом Мошкиным, которому требовались специалисты для постройки амбаров, заводских корпусов и жилых помещений.  Мерзляков работал у Мошкиных три года, при этом у него была  возможность пользоваться обширной библиотекой хозяина. Особенно его интересовала специальна техническая литература по мостостроению и гидросооружениям. После этого Иван Мерзляков основал собственную артель и с ней самостоятельно брал подряды, в частности, на реставрацию пруда в Ижевске (функционирует и ныне),  строительство дорог, соединяющих села, строительство мостов через реки Иж, Постол, Сарапулка, Становка, Мисура и нескольких  школ в Сарапульском уезде.
По состоянию здоровья Ивану Мерзлякову  рекомендовали работу в горячем цеху металлургического завода. Он работал на заводе в уральском городе Катав-Ивановск. Позже по настоянию отца вернулся и устроился  работать на ижевский металлургический завод. Затем, вернувшись на родину  в Пургыш, выстроил там ветряной двигатель, с помощью которого пилил доски, молол крупу и выполнял другие работы. К 1907 году за ним числилось 4 десятины земли, на которых он занимался земледелием. В этот период он оставался вне политических партий.
14 октября 1907 года избран в Государственной думы III созыва от общего состава выборщиков Вятского губернского избирательного собрания. Вошёл в состав Трудовой группы. Член думских сельскохозяйственной комиссии и комиссии по старообрядческим делам. Поставил свою подпись под законопроектами: «Об изменении законодательства о взимании и отправлении земельных и натуральных повинностей с крестьян», «О наделении безземельных и малоземельных крестьян землёй», «О распространении земского положения на Область войска Донского». Во время срока депутатских полномочий Мерзляков оставался  попечителем учебных заведений Сарапульского уезда.
В 1912 году получил подряд на строительство участка Московско-Казанской железной дороги от Екатеринбурга до Казани.
С 1919 по 1925 работал на восстановлении железных дорог, разрушенных в период революции и Гражданской войны. Награждён золотыми часами и Почётной грамотой ВЦИК СССР. После возвращения  в Удмуртию работал там прорабом в УдмуртЛесе. По другим требующим уточнения сведениям в 1921 году был сослан в Красноярск, затем был переведён в Томск.
В 1929 году Мерзляков, предупреждённый о предстоящем аресте, уехал в Красноярск. Его жена после обыска в доме отправилась в Москву, откуда вернулась с преписанием председателя ВЦИК СССР М.И. Калинина  местным органам ОГПУ немедленно прекратить преследования  И. Л. Мерзлякова. Возвращаться в Сарапул Мерзляков не стал, а остался в Сибири.
Вскоре он поступил на работу в краевой трест «Новосиблес», где его направили в отдаленный таёжный район Нарымского округа на реку Кеть. Там он стал одним из основателей нарымского леспромхоза Томского треста «Томлес». Прошёл путь от рабочего до техника-организатора производственного процесса. Был переведён в Томск, где занимался совершенствованием эксплуатации лесопромышленной техники. Работал в Томском лесотехникуме имени тов. Тимирязева. К числу его изобретений относятся тросовая брёвнотаскалка, картофелечистка, конные барабан и паром, лебёдка для погрузки леса на баржи и в вагоны, известная как «лебёдка Мерзлякова».
26 февраля 1938 года зарегистрировал изобретение "понтонный элеватор для погрузки бревен с воды на баржу".
Во время войны  изобрёл крутовёртку (станок), на которой скручивали ивовые прутья в канаты для  обвязки пучков леса.
Как видному изобретателю ему было присвоено звание члена-корреспондента Ленинградской лесотехнической академии. Получил звание почетный работник лесной промышленности.
Скончался в 1942 году в Томске, был похоронен на Преображенском кладбище.

## Семья
- Жена  — М. Е. Мерзлякова, урождённая ? (?—?)[6].
  - Сын — Владимир, автор воспоминаний об отце[6].
  - Другие дети — ?
- Сестра —
- Брат — командир РККА, репрессирован[6].

## Память
В сентябре 2012 года в Томске на доме  № 6 по улице Крылова, где жил Мерзляков, повторно установлена памятная доска. До этого такая доска была размещена 7 мая 1991 года, но исчезла в начале 2000-х годов.
В Музее леса в посёлке Тимирязевском Мерзлякову посвящён большой раздел.

### Архивы
- Российский государственный исторический архив. Фонд 1278, Опись 9. Дело 506.